# Вилхелм III (Хесен)
Вилхелм III „Младия“ (на немски: Wilhelm III, „der Jüngere“, Landgraf von Hessen, * 8 септември 1471, † 17 февруари 1500) управлява частичното Ландграфство Горен Хесен, с резиденция в Марбург от 1483 до 1500 г.
Вилхелм е третият син на управляващия в Горен Хесен ландграф Хайнрих III фон Хесен и съпругата му Анна фон Катценелнбоген. Понеже първороденият, Фридрих, още като малко дете и вторият син, Лудвиг (III), още на 17 години умира през 1478 г., Вилхелм е наследник на трона при смъртта на баща му през 1483 г. Той тогава е още малолетен и затова до 1489 г. негови опекуни са чичо му Херман, архиепископ на Кьолн, и дворцовия майстор (министър) Ханс фон Дьорнберг († 1506).
С богатите доходи от страната му Вилхелм може да купи през 1492 г. половината Господство Епщайн и през 1493 г. част от Клингенберг.
На 12 февруари 1496 г. в Хайделберг (заедно са едва през 1498 г. във Франкфурт на Майн) Вилхелм III се жени за Елизабет фон Пфалц (1483 – 1522) от род Вителсбахи, дъщеря на курфюрст Филип от Пфалц (1448 – 1508) и Маргарета Баварска (1456 – 1501), дъщеря на баварския херцог Лудвиг IX Богатия. Бракът е бездетен.
Вилхелм умира рано, след падане от кон при лов и не оставя легитимни наследници. Неговите собствености попадат на братовчед му Вилхелм II от Долен Хесен, който така обединява отново в една ръка цялото Ландграфство Хесен.
Три години след смъртта на Вилхелм III вдовицата му Елизабет се омъжва на 3 януари 1503 г. в Хайделберг за маркграф Филип I от Баден (1479 – 1553) и му ражда шест деца, от които оживява само Мария Якобеа (1507 – 1580), която се омъжва 1522 г. за херцог Вилхелм IV от Бавария († 1550).